# Ве (буква арабского алфавита)
Ве или Ва (ﭪ) — дополнительная буква арабской письменности. Образована от буквы Фа (ﻑ), к которой добавлены две дополнительные точки. Не входит в алфавит литературного арабского языка.
Иногда используется для обозначения звука «в» (звонкого губно-зубного фрикативного согласного, МФА: /v/) в некоторых словах иностранного происхождения, например ڤولڤو (Вольво), ڤيينا (Вена)

## Соединение
Ве пишется в начале слова — ﭬ ; в середине — ﭭ ; в конце — ﭫ ; в изолированном положении — ﭪ .

## Использование
В письменности джави буква называется «Па» и используется для обозначения звука «п» (глухого губно-губного взрывного, МФА: /p/).